# Karol Stępień
Karol Stępień (ur. 26 grudnia 1961 w Wieluniu) – polski strażak, nadbrygadier Państwowej Straży Pożarnej.

## Życiorys
Jest absolwentem Szkoły Głównej Służby Pożarniczej. 16 kwietnia 2000 został powołany na stanowisko opolskiego komendanta wojewódzkiego Państwowej Straży Pożarnej i funkcję tę sprawował do momentu przejścia na emeryturę w styczniu 2016. 4 maja 2012 odebrał akt mianowania na stopień nadbrygadiera z rąk prezydenta RP Bronisława Komorowskiego.

## Wybrane odznaczenia
- Srebrny Krzyż Zasługi[1],
- Srebrny Medal za Długoletnią Służbę[1],
- Złoty Medal „Za zasługi dla obronności kraju”[1],
- Złoty Medal Za Zasługi dla Pożarnictwa[1]